# Diecezja Christchurch
Diecezja Christchurch (łac. Diœcesis Christopolitana) – diecezja Kościoła rzymskokatolickiego na Wyspie Południowej w Nowej Zelandii. Została erygowana 5 maja 1887 na terytorium należącym wcześniej do diecezji Wellington.

## Główne świątynie
- Katedra: Katedra Najświętszego Sakramentu w Christchurch (zniszczona w 2011, odbudowywana)[1]
- Prokatedra: Prokatedra Najświętszej Maryi Panny w Christchurch

## Biskupi diecezjalni
- John Joseph Grimes SM (1887–1915)
- Matthew Joseph Brodie (1915–1943)
- Patrick Lyons (1944–1950)
- Edward Michael Joyce (1950–1964)
- Brian Patrick Ashby (1964–1985)
- Denis William Hanrahan (1985–1987)
- Basil Meeking (1987–1995)
- John Jerome Cunneen (1995–2007)
- Barry Jones (2007–2016)
- Paul Martin SM (2017–2021)
- Michael Andrew Gielen (od 2022)